# Cuaespinós de McConell
El cuaespinós de McConell (Synallaxis macconnelli) és una espècie d'ocell de la família dels furnàrids (Furnariidae).

## Hàbitat i distribució
Viu entre la malesa del bosc, localment a les terres baixes fins als 1900 m al Pantepui, al sud-est de Veneçuela i Guaiana.